# 帝塚山大学
帝塚山大学（てづかやまだいがく、英語: Tezukayama University）は、奈良県奈良市帝塚山七丁目1番1号に本部を置く日本の私立大学。1941年創立、1964年大学設置。大学の略称は帝塚、帝塚山。

## 概観

### 大学全体
1941年に財団法人帝塚山学院の創立25周年および皇紀2600年を記念して財団法人帝塚山学園が創立されたのが起源である。森礒吉を建学の祖としている。1964年に教養学部のみの女子単科大学として開学した。当時、全国唯一の女子教養学部として注目されたが、1987年に経済学部を増設したことを期に男女共学化された。その後、法政策学部、経営情報学部、心理福祉学部、現代生活学部、大学院が増設され、6学部10学科4研究科を擁する奈良県最大の文系総合大学となった。現在は心理福祉学部が心理学部へ、人文学部が文学部へと改組され、6学部9学科4研究科となっている。
学園前キャンパスと東生駒キャンパスの2つがあり、いずれのキャンパスも大阪難波駅まで約30分、京都駅まで約50分、近鉄奈良駅まで約20分である。また学園前キャンパスは、近鉄学園前駅と直結している。
なお、帝塚山大学の「塚」の字は正しくは旁に小線が入る。「帝塚山」という名称のルーツは高級邸宅街として有名な大阪市住吉区帝塚山であり、同地には、帝塚山学院大学等を経営する学校法人帝塚山学院がある。帝塚山学院は、帝塚山学園の創立に関わった経緯があるが別法人である。また帝塚山大学のキャンパスがある学園前も高級住宅街となっている。

### 教育理念
教育理念は
1. 広い国際的視野の上に日本の伝統・文化・社会に対する深い理解と幅広い教養を身につけ
2. 社会の要請に応える専門知識と創造力・実践力を備えるとともに
3. 地域と国際社会に貢献することのできる人材を養成

することである。

### 教育および研究
昭和40年代当時、帝塚山大学教養学部は、全国唯一の女子教養学部として注目された。また、大阪屈指のお嬢様大学として知られていた帝塚山学院大学と名称が類似し混同されることも少なからずあり、そのため過去には「帝塚山は女子」との見方が定着していたが、1987年に男女共学化され、現在ではそのような見方をする人は減りつつある。大学院では、設置されている全ての研究科（経済学研究科、人文科学研究科、法政策研究科、心理科学研究科（2012年4月開設））において博士後期課程がある。その他、帝塚山大学が開発したeラーニングシステムTIESは、国内外83大学に所属する1000人以上の大学教員と7万人以上の学生が参加する日本最大のネット型高等教育コミュニティとなっている。

## 沿革

### 略歴
1941年、財団法人帝塚山学院の創立25周年および皇紀2600年を記念して、奈良の地に一大綜合学園を創り、さらにこの学園を中心とした文化都市を建設しようという理想のもと財団法人帝塚山学園が創立された。その後、1964年に帝塚山大学が教養学部のみの女子単科大学として開学する。大学設立の際、当時帝塚山学園学園長であった森礒吉の熱心な発言を受け、近畿日本鉄道社長であった佐伯勇から、土地の提供と設立準備資金の協力を受けている。1988年に経済学部を増設したことを期に男女共学となった。その後、1993年に大学院経済学研究科、1996年に大学院人文科学研究科、1997年に法政策学部、1998年に経営情報学部、2001年に大学院法政策研究科、2004年に心理福祉学部、現代生活学部、2012年に大学院心理科学研究科を増設し、6学部10学科4研究科体制となった。2014年度からは心理福祉学部地域福祉学科が廃止となったことで6学部9学科4研究科体制へと変更された。2018年には経済学部と経営学部が統合され経済経営学部経済経営学科が設置された。その他にも文学部文化創造学科は日本文化学科の1コースとして再編、現代生活学部こども学科は教育学部こども教育学科と組織改編されている。

### 年表
- 1941年 - 財団法人帝塚山学院創立25周年（皇紀2600年）記念として、財団法人帝塚山学園が創立。
- 1951年 - 帝塚山学園が財団法人から学校法人に移行。
- 1961年 - 短期大学（文芸科、家庭生活科）開学。
- 1964年 - 帝塚山大学（教養学部教養学科）開学。
- 1982年 - 帝塚山考古学研究所を設置。
- 1987年 - 男女共学に移行。経済学部（経済学科）を開設。
- 1991年 - 大学院経済学研究科経済学専攻修士課程を開設。
- 1993年 - 経済学部経営情報学科を増設。大学院経済学研究科経済学専攻博士後期課程を開設。
- 1996年 - 大学院人文科学研究科日本伝統文化専攻修士課程を開設。
- 1997年 - 法政策学部（法政策学科）を開設。
- 1998年 - 大学院人文科学研究科日本伝統文化専攻博士後期課程を開設。経済学部経営情報学科が、経営情報学部（経営情報学科）に改組。
- 1999年 - 教養学部を人文科学部（日本文化学科、英語文化学科、人間文化学科）に改組。
- 2000年 - 帝塚山短期大学を帝塚山大学短期大学部に改称。
- 2001年 - 大学院法政策研究科世界経済法制専攻修士課程を開設。
- 2003年 - 大学院法政策研究科世界経済法制専攻博士後期課程を開設。
- 2004年 - 人文科学部人間文化学科が、心理福祉学部（心理学科・地域福祉学科）に改組。短期大学部が、現代生活学部（食物栄養学科・居住空間デザイン学科）に改組。附属博物館を開設。
- 2005年 - 短期大学部を廃止。心のケアセンターを設置。
- 2006年 - 大学院人文科学研究科臨床社会心理学専攻修士課程を開設。法政策学部法政策学科が、法政策学部ビジネス法学科・公共政策学科に改組。現代生活学部食物栄養学科に管理栄養士養成課程を開設。
- 2009年 - 現代生活学部こども学科を開設。人文科学部を人文学部に、英語文化学科を英語コミュニケーション学科に改称。
- 2010年 - 法政策学部が法学部（法学科）に改組。
- 2011年 - 心理福祉学部を心理学部に改組。地域福祉学科を募集停止とする。
- 2012年 - 経営情報学部を経営学部に改組。人文科学研究科臨床社会心理学専攻を心理科学研究科心理科学専攻に改組し、博士後期課程を新たに設置。
- 2014年 - 人文学部を文学部に改組し、文化創造学科を設置する。英語コミュニケーション学科を募集停止とする。
- 2018年 - 経済学部及び経営学部を統合し、経済経営学部経済経営学科を設置する。文学部文化創造学科の募集停止並びに日本文化学科の1コースとして再編する。
- 2019年 - 現代生活学部こども学科を分離独立させ、教育学部こども教育学科を設置。

## 基礎データ

### 所在地
- 東生駒キャンパス（〒631-8501 奈良県奈良市帝塚山7-1-1 北緯34度41分10.7秒 東経135度43分19.5秒）
- 学園前キャンパス（〒631-8585 奈良県奈良市学園南3-1-3 北緯34度41分45.7秒 東経135度45分1.6秒）
- 大阪サテライト（〒541-0042 大阪府大阪市中央区今橋2丁目2-2）

### 象徴
- 校章は、アカマツにちなんだ松かさと松葉が図案化されたもの。帝塚山学園全体で統一されている。「誰でも小さな種であるが、大地からたっぷりと養分を吸い取り、陽光をからだいっぱいに浴びるうちに、大きく立派に成長していってほしい」という願いが込められている[2]。
- シンボルマークは、大学の自由で明るく元気な学生を図形で表現したもの[2]。
- スクールカラーは、ユニバーシティーブルーであり、知性と判断力を表している。帝塚山学園としてのスクールカラー（校章に使われている色）は、茜色である[2]。
- 校歌
  - 「この丘にたてば」（小野十三郎作詞、川澄健一作曲）は帝塚山大学の歌である[2]。
  - 「茜雲」（小野十三郎作詞、細谷清澄作曲）は帝塚山学園の祝歌である[3]。

## 教育及び研究

### 組織

#### 学部
- 文学部
  - 日本文化学科
- 経済経営学部　
  - 経済経営学科

- 法学部
  - 法学科
- 心理学部
  - 心理学科
- 現代生活学部
  - 食物栄養学科
  - 居住空間デザイン学科
- 教育学部
  - こども教育学科

#### 募集停止学部・学科
- 教養学部
  - 教養学科
- 短期大学部
  - 文芸科
  - 家庭生活科
  - 文化環境学科
  - 家庭生活学科
  - 人間環境学科
- 経済学部
  - 経営情報学科
  - 経済学科
- 法政策学部
  - ビジネス法学科
  - 公共政策学科
- 経営情報学部
  - 経営情報学科
- 心理福祉学部
  - 心理学科
  - 地域福祉学科
- 人文学部/人文科学部/文学部
  - 人間文化学科
  - 英語文化学科
  - 英語コミュニケーション学科
  - 文化創造学科
- 経営学部
  - 経営学科
- 現代生活学部
  - こども学科

#### 大学院
- 経済学研究科（博士前期課程・博士後期課程）
  - 経済学専攻
- 人文科学研究科
  - 日本伝統文化専攻（博士前期課程・博士後期課程）
- 心理科学研究科（博士前期課程・博士後期課程）
  - 心理科学専攻（臨床心理士第1種指定大学院）
- 法政策研究科（博士前期課程・博士後期課程）
  - 世界経済法政専攻

#### 短期大学部
短期大学部は、1961年4月から2004年3月まで存在したが、2004年4月に現代生活学部に改組された。

#### 附属機関
- 研究所
  - 考古学研究所
  - 経済経営研究所
  - 奈良学総合文化研究所
  - 人間環境科学研究所
- 附属機関
  - 心のケアセンター
    - 心の問題に関する相談を受けている。地域の人々も利用が可能。

  - 子育て支援センター
    - 発育相談、親子教室、こども学講座などを行なっている。地域の人々も利用が可能。
- 図書館
  - 東生駒キャンパス図書館（本館）
  - 学園前キャンパス図書館（分館）
  - 附属図書館の蔵書数は約59万冊。九条家本系統の源氏物語古系図の代表的な完本とされる帝塚山大学本源氏物語系図を所蔵。また学生図書委員が約2200冊を選書している。一般も利用が可能である。
- 博物館・資料館
  - 附属博物館
  - デジタル博物館
- 出版会
  - 帝塚山大学出版会

### 教育

#### 採択されたプログラム
- 文部科学省「現代的教育ニーズ取組支援プログラム」
  - 知的財産の法・政策・実務に強い人材の養成－高大連携から学部・大学院教育まで－（2004年度）
  - 心のケアとサポート人材養成と自立支援－地域活性化と安全・安心な社会の創造のための実践的教育－（2006年度）
- 文部科学省「特色ある大学教育支援プログラム」
  - 学生の自立性を高める教育学習支援システム－TIESライブ塾とサイバーチューターを活用して－（2004年度）
- 文部科学省「質の高い大学教育推進プログラム」
  - 学生の学力・人間力・社会力の養成－e能力ポートフォリオとe能力アセスメントを活用して－（2008年度）
- 文部科学省「大学教育・学生支援推進事業」
  - 学生支援推進プログラム
    - 教育力を基盤とした全学的なキャリア形成支援体制の強化（2009年度）

  - 大学教育推進プログラム
    - 心理福祉分野の学士力基準構築と人材の育成（2010年度）
- 文部科学省「社会人の学び直しニーズ対応教育推進プログラム」
  - 英語による奈良観光ガイド人材養成プログラム―発信型英語の習得で奈良を海外に紹介（2007年度）
  - 国際ビジネス法務塾―国際ビジネス法・ビジネス英語・交渉力のスキルアップのために―（2007年度）
- 文部科学省「産学連携による実践型人材育成事業〜長期インターンシップ・プログラム開発〜」
  - マルチプレイ型コンテンツ知財人材育成（2006年度）
- 文部科学省「大学生の就業力育成支援事業」
  - 卒業生・保護者と大学の協働型キャリア支援
- 文部科学省「大学教育充実のための戦略的大学連携支援プログラム」
  - 北海道・関東・東海・近畿の学連携による「知域」拡大プロジェクト（2009年度）
- 文部科学省「文部科学省　産業界のニーズに対応した教育改善・充実体制整備事業」
  - キャリア形成カリキュラムの質的改善（2012年度）
- 特許庁「大学における知的財産権研究プロジェクト」
  - アジア主要地域（中国・インド・韓国）における共有特許権制度とその運用に関する研究（2006年度）

#### 認定など
- 大学基準協会「認証評価」認定校

## 学生生活

### 学生会・クラブ・サークル
4つの学生会と13の公認文化会クラブ、17の公認体育会クラブ、21のサークルが存在する。また学生会は、学生の手で運営されている。学生会は、学内イベントの企画・運営や卒業アルバムの作成などを行なっており、代議委員会、執行委員会、クラブ連合協議会、大学祭実行委員会からなる。この他にオープンキャンパススタッフや保健室学生スタッフなどが存在する。

### 虹色祭
帝塚山大学の大学祭であり、１１月中旬に東生駒キャンパスで開催される。春にあるあかね祭より更に規模の大きい帝塚山大学のメインとなる大学祭である。大学祭実行委員会が企画、運営のすべてを行い、お笑い芸人によるお笑いライブ、アーティストによるライブ、イケメンコンテスト、ミスコンテスト、アームレスリング、その他学内団体による舞台企画、模擬店、展示、「留学生スピーチコンテスト」、「チャリティーカット」などが催されている。学園祭のフィナーレに、音楽に合わせて上がる打ち上げ花火が打ち上げられる。

### あかね祭
新入生を歓迎する目的で、例年ゴールデンウィーク中に学園前キャンパスで開催される。以前存在した短期大学部の大学祭である「茜祭」の伝統を引き継ぎ、2007年度から始まった。年毎に異なったテーマを掲げて行われる。あかね祭実行委員会により企画・運営され、模擬店、野菜市、キャラクターショー、お笑いショーなどのほか、クラブ・サークルによる展示やライブなどが催される。

### スポーツ
- 各分野の連盟に所属している体育会系クラブは以下のとおり。
  - アーチェリー部（関西学生アーチェリー連盟）は、Extra Matchに所属している。
  - アメリカンフットボール部（関西学生アメリカンフットボール連盟加盟）は、関西学生アメリカンフットボールリーグ Division 3 に所属している。チーム名は、帝塚山大学バイソンズ。
  - 弓道部（関西学生弓道連盟加盟）は、関西学生弓道男子リーグ4部、女子リーグ3部に所属している。
  - 剣道部（関西学生剣道連盟加盟）は、2008年に全国大会に出場している。
  - 硬式野球部（阪神大学野球連盟加盟）は、2部東リーグに所属している。
  - サッカー部（関西学生サッカー連盟加盟）は、関西学生リーグ3部リーグに所属している。
  - 軟式野球部（西都大学軟式野球連盟加盟）は、西都大学野球リーグ2部リーグに所属している。
  - 男子バスケットボール部（関西学生バスケットボール連盟加盟）は、関西学生リーグ戦5部に所属している。
  - 女子バスケットボール部（関西女子学生バスケットボール連盟加盟）は、関西学生リーグ戦5部に所属している。
  - 女子バレーボール部（関西大学バレーボール連盟加盟）は、女子リーグ1部に所属している。
  - バドミントン部（関西学生バドミントン連盟加盟）は、関西学生バドミントン男子リーグ5部に所属している。2013年6月において関西学生バドミントン選手権大会Bクラス ダブルスの部優勝、25年度秋季リーグ戦5部昇格
  - ボクシング部（関西ボクシング連盟加盟）は、関西学生ボクシングリーグ3部リーグに所属している。インターハイや国体の上位入賞の常連となっており、近年は国際大会でも数々の実績を上げている。ボクシング部の現在の学外指導者は、日本アマチュアボクシング連盟ジュニア強化委員長の樋山茂である。2011年関西リーグ戦3部準優勝及び最優秀選手賞、2012年関西リーグ戦3部優勝及び最優秀選手賞。
  - ラグビー部（関西ラグビーフットボール協会加盟）は、関西ラグビーフッボール 大学Bリーグに所属している。
  - レスリング部（日本レスリング協会加盟）は、西日本学生リーグ1部に所属している。2011年2部最優秀選手賞受賞。

## 大学関係者と組織

### 大学関係者組織
- わかみどり会（帝塚山大学の同窓会）
- 帝塚山大学後援会（学生の保護者と賛同者により構成）
- ファミリークラブ（卒業生の保護者会）

### 大学関係者一覧
- 帝塚山大学の人物一覧

## 施設

### キャンパス

#### 学園前キャンパス

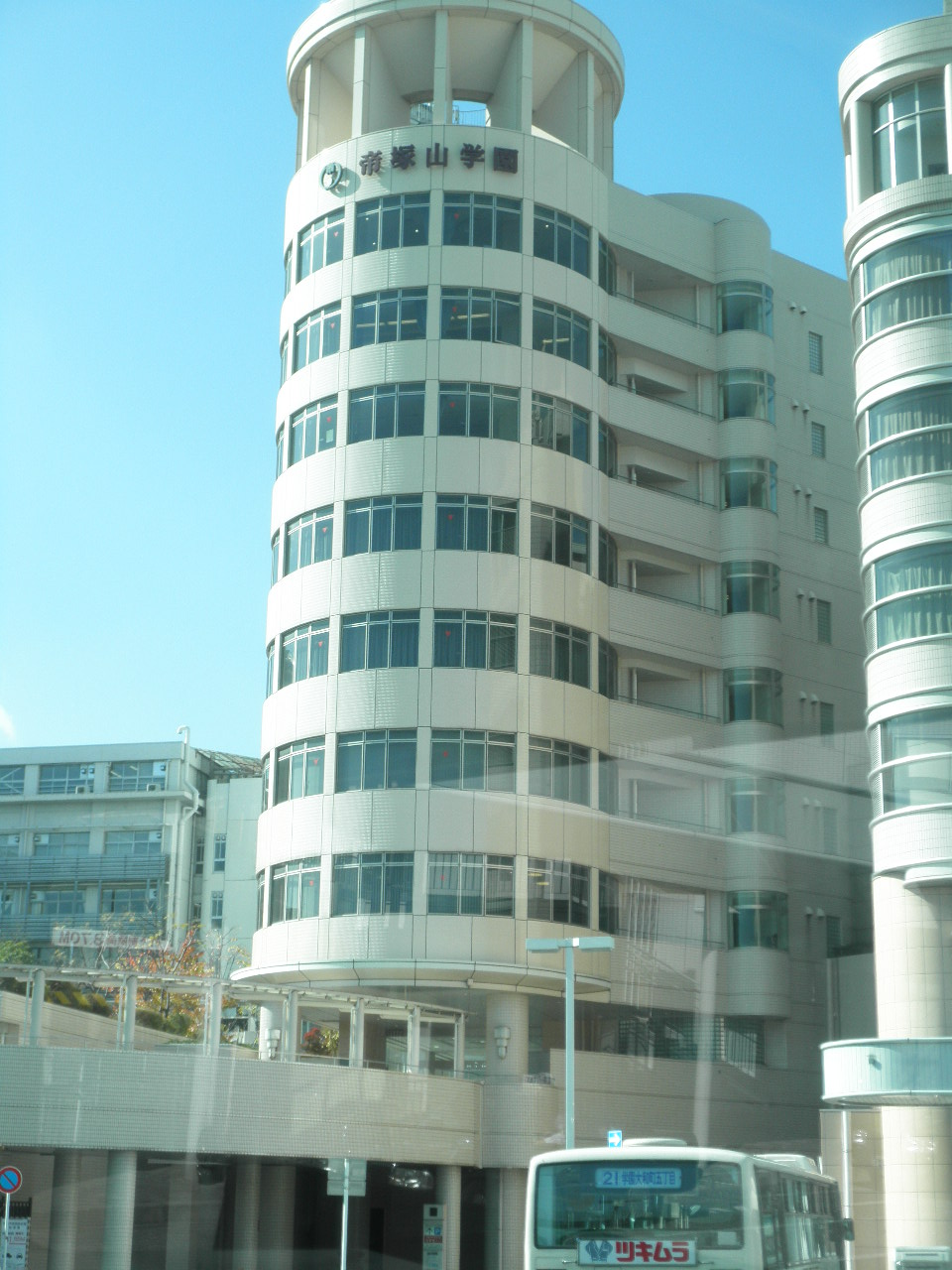
学園前キャンパス16号館

- 使用学部：心理学部、現代生活学部、教育学部
- 使用研究科：心理科学研究科
- 使用付属施設：心のケアセンター
- 交通アクセス：近鉄奈良線「学園前」駅下車、南出口徒歩約1分。

キャンパスは学園前駅と直結している。また学園前キャンパスと東生駒キャンパスを結ぶシャトルバスが運行されている。

##### 学園前キャンパス施設
- 2号館：ゼミ室、演習室などがある。
- 5号館：2階建。織物実習室、染色室、製図室、行動実験室などがある。
- 8号館：2階建。購買部、売店、学生会室、学生ホールなどがある。
- 10号館：5階建。アドベンチャー・カウンセリング室、試食室、心理プレイルームなどがある。
- 11号館：2階建。図書館、図書事務室、居住空間デザイン実習室などがある。
- 14号館：地下1階3階建て。学生食堂、学生ホールなどがある。
- 16号館：本部棟。学園前キャンパスのシンボルとなっている。9階建て。キャリアセンター、心のケアセンター、情報教育研究センター、保健室、学生相談室、ボランティアルーム、LL教室、視聴覚教室、多目的教室などがある。
- 18号館：4階建。実習センター、音楽レッスン室、ピアノ個人レッスン室、音楽室、造形室、体育室、子育て相談室・支援室、小児保健実習室、TEZUKAYAMA CAFE（学生食堂）がある。
- 1、3、4、9、12、13、15号館は、幼稚園、小学校、中学校、高等学校の施設となっている。

#### 東生駒キャンパス

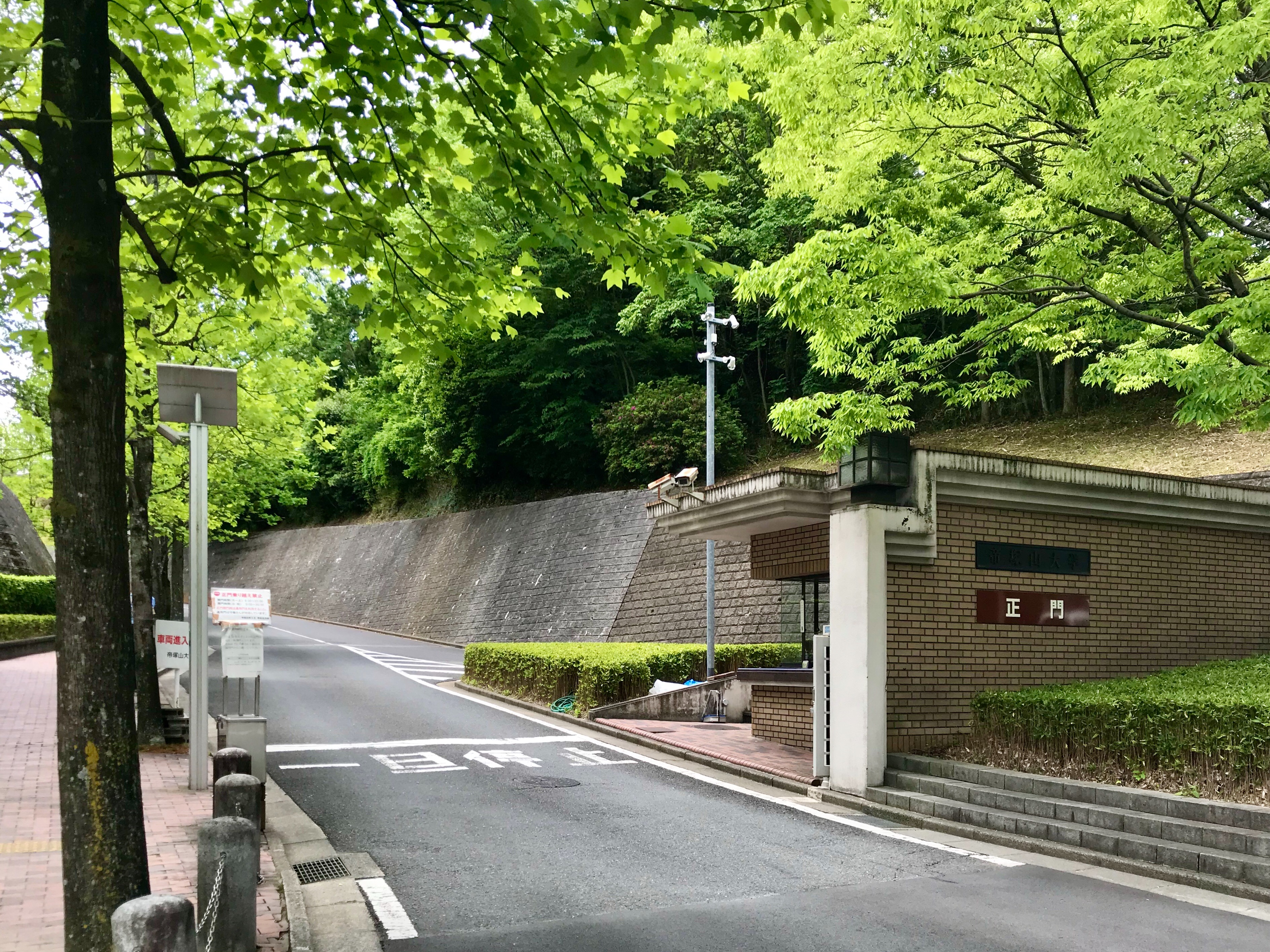
奈良・東生駒キャンパス

- 使用学部：人文学部、経済学部、経営学部、経済経営学部、経営情報学部、法学部
- 使用研究科：人文科学研究科、経済学研究科、法政策研究科
- 使用付属施設：奈良学総合文化研究所、考古学研究所、経済経営研究所、附属博物館
- 交通アクセス：近鉄奈良線「東生駒」駅下車、「帝塚山大学」行きバスで約5分。

キャンパスは丘陵地にあり、緑に包まれている。また学園前キャンパスと東生駒キャンパスを結ぶシャトルバスが運行されている。

##### 東生駒キャンパス施設
- 時計台・校内バスターミナル
- 1号館：人文学部・大学院人文科学研究科基本棟。2008年完成。奈良学総合文化研究所がある。
- 2号館：LL教室などがある。
- 3号館：3階建。総務課、保健室、学生生活課、教学支援課（学部共通）、学習支援室、学生相談室、会議ホールなどがある。
- 4号館：経済経営研究所などがある。
- 5号館：経済学部・経営学部基本棟。
- 6号館：法学部基本棟。
- 7号館：情報教育研究センターなどがある。
- 8号館：附属図書館（本館）。
- 9号館：3階建。学生生活課（国際交流）、外国人留学生センター、ラウンジ、キャリアセンター、第2クラブハウス、まほろば（学生ホール）などがある。
- やまのべ食堂、売店、Aogaki（ブック＆ステーショナリー）
- 合宿所
- 体育館、小体育館
- クラブハウス（第1〜第5）
- トレーニングルーム棟
- テニスコート（第1・第2）・グラウンド（第1・第2）
- 弓道場・アーチェリーレンジ
- ゴルフ練習打球場・投球練習場（雨天対応）
- 屋外ステージ、バーベキューコーナー
- どんぐり林道：地域に開放されている。
- 附属博物館・考古学研究所
- 帝塚山大学前バス停

#### 大阪サテライト
- 使用学部：なし
- 使用研究科：なし
- 使用付属施設：なし
- 交通アクセス：京阪中之島線「中之島」駅下車、徒歩約5分。

## 対外関係

### 公開講座
- 市民大学講座
  - 一般市民を対象にした講座で毎月第2・4土曜に開催されている。

### 地方自治体との協定
- 生駒市産学官商工観光事業連携協力に関する協定（2011年締結）
  - 生駒市
  - 生駒商工会議所
  - 生駒市観光協会
- 香芝市と帝塚山大学との連携協力に関する協定（2011年締結）
  - 香芝市
- 帝塚山大学と交野市教育委員会による教育充実に向けた協定（2011年締結）
  - 交野市教育委員会
- 帝塚山大学と奈良市との連携協力に関する協定（2011年締結）
  - 奈良市

### 他大学との協定
- 単位互換協定
  - 奈良県内単位互換協定
    - 天理大学
    - 奈良大学
    - 奈良教育大学
    - 奈良県立医科大学
    - 奈良県立大学
    - 奈良産業大学
    - 奈良女子大学

  - TIESによる単位互換協定
    - 明治薬科大学
    - 名古屋学院大学
    - 札幌大学
    - 愛知学院大学
    - 創価大学
- 奈良県大学連合
- 関西社会人大学院連合
- 大学eラーニング協議会

### 高大連携
- 高大連携協定
  - 比叡山高等学校
  - 大谷高等学校
  - 大阪夕陽丘学園高等学校
  - 初芝立命館高等学校
  - 城南学園高等学校
  - 大阪商業大学堺高等学校
  - 奈良情報商業高等学校
  - 大和広陵高等学校
  - 奈良育英高等学校
  - 奈良女子高等学校
  - 奈良文化高等学校
  - 奈良県立高円高等学校
  - 育英西高等学校
  - 初芝橋本高等学校
- 単位認定公開科目制度
  - 奈良県立生駒高等学校
- 帝塚山大学オープン講座
- 高校教員のための正倉院展講座
- 高校生ビジネス・アイデア・コンテスト

### 産学官連携
- 奈良県立民俗博物館との連携協力協定（2012年）
  - 奈良県立民俗博物館
- 南都銀行との産学連携協定（2007年）
  - 南都銀行
- 飛鳥保存財団との協定
  - 飛鳥保存財団
- 産経eカレッジ みんなde大学
  - NPO法人CCC-TIES
  - 産経新聞社

### 海外協定校
- アメリカ合衆国
  - メイン大学
  - マウントユニオン大学（英語版）
  - ギルフォード大学（英語版）
  - マンハッタンビル大学（英語版）
  - ポートランド大学
- イギリス
  - リーズ大学
- スペイン
  - バリャドリッド大学
- 中国
  - 北京語言大学
  - 上海師範大学
- 韓国
  - 慶南情報大学
  - 東西大学校
- ニュージーランド
  - クライストチャーチポリテクニク

### 系列校
- 帝塚山幼稚園
- 帝塚山小学校
- 帝塚山中学校・高等学校